# Perhimpoenan Indonesia
Indonesische Vereeniging (Maleis/Indonesische taal: Perhimpoenan Indonesia, PI) was een studentenvereniging voor Indonesische studenten in Nederland. Aanvankelijk opgezet als studentengezelligheidsvereniging ontwikkelde de PI zich binnen enkele decennia tot een activistische vereniging, en was een van de eerste clubs in Nederland én Nederlands-Indië die streefde naar volledige onafhankelijkheid van 'Indonesië' - tot dan toe een term uit de taalkunde. Als zodanig heeft ze relatief veel aandacht gekregen van historici. Verschillende leden zouden later prominente rollen vervullen in zowel de Nederlandse als de Indonesische politiek. 

## Geschiedenis

### Oprichting en koers
Perhimpoenan Indonesia werd opgericht in 1908 onder de naam Indische Vereeniging, voor studenten uit Nederlands-Indië die in Nederland kwamen studeren. Oprichter en eerste voorzitter was Soetan Kasajangan Soripada, die op dat moment in Leiden voor zijn hoofdakte studeerde, en mogelijk geïnspireerd raakte door de oprichting van Boedi Oetomo in zijn thuisland, eerder dat jaar. Het lidmaatschap stond aanvankelijk open voor alle bevolkingsgroepen van Indonesië, dus ook voor chinezen en etnische nederlanders. De vereniging stelde zich in de begindagen ten doel "den omgang tusschen de uit Indië afkomstige personen te bevorderen, en een betere studie te maken van de Indische aangelegenheden.
Na de Eerste Wereldoorlog nam het aantal studenten toe dat vanuit Nederlands-Indië naar Nederland kwam. Steeds vaker waren ze revolutionair ingesteld, en konden ze zich niet vinden in de oorspronkelijke doelstelling van de Indische Vereeniging, In 1922 wijzigde de vereniging haar naam naar Indonesische Vereeniging (vanaf 1922) en Perhimpoenan Indonesia (letterlijke vertaling in het Maleis/Indonesische taal vanaf 1925), en het bestuur dat in 1923 aantrad, ijverde vervolgens voor nieuwe statuten en een nieuwe doelstelling. Vanaf dat moment was ze een anti-koloniale, nationalistische organisatie, met een sterke anti-kapitalistische inslag. Dat kwam het sterkste naar voren in haar tijdschrift Indonesia Merdeka (Onafhankelijk Indonesië), een tijdschrift dat vanuit Nederland ook naar Nederlands-Indië werd gesmokkeld.

### Buitenlandse actie
De PI zag het als haar taak om steun te zoeken bij anti-koloniale en anti-imperialistische organisaties en bewegingen in andere delen van Europa, en om de misdaden van het Nederlandse kolonialisme in Indonesië bekendheid te geven in het buitenland. Door 'ambassadeurs' naar Parijs, Brussel en Berlijn te sturen kwam ze met vooraanstaande activisten en anti-koloniale bewegingen in contact, waaronder Jawaharlal Nehru van het Indian National Congress, Messali Hadj van de Algerijnse Étoile Nord-Africaine, en activisten van de Chinese Kuomintang. Ook waren Indonesische studenten aanwezig bij het pacifistische Congrès Democratique International dat in augustus 1926 plaatsvond in het Noord-Franse Bierville, en bij de congressen van de Liga tegen Imperialisme na februari 1927 in Brussel. Met name Mohammed Hatta, sinds januari 1926 voorzitter van PI, verkreeg hier veel bekendheid en een uitgebreid internationaal netwerk.

### Vervolging van de studenten
Gealarmeerd door de buitenlandse activiteiten van de PI en contacten met de communistische Comintern besloten de Nederlandse autoriteiten in 1927 in te grijpen en een aantal studenten aan te klagen voor opruiing in Indonesia Merdeka. Op 10 juni 1927 vonden er huiszoekingen plaats in Leiden, Amsterdam en Den Haag, waarbij grote hoeveelheden documenten in beslag genomen werden, waaronder het volledige verenigingsarchief van PI. Vervolgens werden 23 september Mohammed Hatta, Ali Sastroamidjojo, Abdoelmadjid Djojoadhiningrat en Nazir Pamontjak gearresteerd en aangeklaagd voor opruiing. De rechtszaak, die pas in maart 1928 plaatsvond, leidde tot vrijspraak. Het leverde de studenten veel publiciteit op en bekendheid in Nederland én Nederlands-Indië. De pleitrede die Hatta in zijn cel had geschreven, gaf hij later in brochurevorm uit onder de titel Indonesië vrij. Het werd een veelgelezen pamflet.

### Communistische wending
Desalniettemin betekende het ook dat veel studenten terugschrokken voor verdere actie. Kwijnend in ledenaantal en activiteit werd de vereniging uiteindelijk in 1931 overgenomen door een groep communistische Indonesische studenten, onder leiding van Abdulmadjid Djojoadhiningrat. Vooraanstaande nationalisten, waaronder Hatta en Sjahrir, werden uit de vereniging gezet en de PI veranderde feitelijk in een mantelorganisatie van de Communistische Partij Holland.
In 1933 werd PI-voorzitter Roestam Effendi als eerste Indonesiër gekozen tot lid van de Tweede Kamer voor de CPH.
Tijdens de Tweede Wereldoorlog namen tientallen PI-leden deel aan het verzet tegen het fascisme.

## Ideologie
De vereniging was aanvankelijk vooral een studentengezelligheidsvereniging. Kort na de Eerste Wereldoorlog, aan het begin van de jaren 1920, kwam echter het Indonesische nationalistische denken goed op gang, en dat beinvloedde ook de vereniging. Zij polariseerde, en werd een anti-koloniale, nationalistische organisatie, met een sterke anti-kapitalistische inslag.  
De beginselverklaring van 1924 luidde:
1. ‘Slechts een zich één-voelend Indonesië, onderlinge groepsverschillen ter zijde stellend, kan de macht van de overheersching breken.
2. Het gemeenschappelijke doel – de vrijmaking van Indonesië – eischt de totstandkoming van een zelfbewuste, op eigen kracht steunende nationalistische massa-actie.
3. Deze actie is, gezien de dubbele overheersching van tweeërlei aard, staatkundig en economisch: een voorbereiding tot de politieke onafhankelijkheid en een stelling nemen tegen het draineerend uitheemsche kapitaal.'

## Symboliek
Perhimpoenan Indonesia voerde vanaf omstreeks 1922 een rood-witte vlag, die later de nationale vlag van Indonesië zou worden. Aanvankelijk droeg de vlag nog de kop van een banteng.

## Externe relaties
Perhimpoenan Indonesia zag het als haar taak om steun te zoeken bij anti-koloniale en anti-imperialistische organisaties en bewegingen in andere delen van Europa, en om de misdaden van het Nederlandse kolonialisme in Indonesië bekendheid te geven in het buitenland. Door 'ambassadeurs' naar Parijs, Brussel en Berlijn te sturen kwam ze met vooraanstaande activisten en anti-koloniale bewegingen in contact, waaronder Jawaharlal Nehru van het Indian National Congress, Messali Hadj van de Algerijnse Étoile Nord-Africaine, activisten van de Chinese Kuomintang en het wereldwijde communistische, door de Sovjet-Unie aangevoerde samenwerkingsverband Komintern. Ook waren leden aanwezig bij het pacifistische Congrès Democratique International dat in augustus 1926 plaatsvond in het Noord-Franse Bierville, en bij de congressen van de Liga tegen Imperialisme na februari 1927 in Brussel. Met name Mohammed Hatta verkreeg hier veel bekendheid en een uitgebreid internationaal netwerk.

## Bekende oud-leden
- Soetomo (1888-1938), arts in Indonesië

- Nazir Pamontjak (1897-1966), politicus in Nederland, en Indonesisch diplomaat
- Mohammed Hatta (1902-1980), politicus in Indonesië
- Achmad Soebardjo (1896-1978), politicus in Indonesië

- Soetan Sjahrir (1906-1966), politicus in Indonesië
- Roestam Effendi (1905-1979), politicus in Nederland en schrijver
- Ali Sastroamidjojo (1903-1976), politicus in Indonesië